# 阮有政 (阮朝進士)
阮有政（越南语：／；1829年—1887年），越南阮朝官員。

## 生平
阮有政是乂安省英山府真祿縣鄧舍總東海社古丹村（今屬乂安省宜祿縣宜海社）人，明命十年（1829年）出生。嗣德二十六年（1873年），參加乂安場鄉試，考中舉人。嗣德二十八年（1875年），會試中格，庭試考中二甲進士出身，是該科亞元。
阮有政原任乂安省商辦，後改任國史館纂修。建福元年（1884年），建福帝開經筵，阮有政出任日講官。咸宜元年（1885年），勤王運動爆發，阮有政與阮珹、丁文質在乂安起兵響應。
同慶二年（1887年），阮有政前往京城向官軍投降，在途經河靜省香溪縣時病逝，壽五十九歲。阮廷下令追奪阮珹、阮有政和丁文質三人進士出身。